# Rhypotoses maculutea
Rhypotoses maculutea är en fjärilsart som beskrevs av Holloway 1999. Rhypotoses maculutea ingår i släktet Rhypotoses och familjen tofsspinnare. Inga underarter finns listade.